# Heteropelta
Heteropelta — вимерлий рід архозавроподібних, можливо, базальний архозавроподібний, базальний фітозавр чи базальний архозавр. Він відомий з одного виду, Heteropelta boboi, який був знайдений у формації Torbiditi d’Aupa середнього тріасу в Італії. Голотип зазначений як зразок MFSN 46485 і був зібраний після 2006 року.